# Partido judicial de Don Benito
El Partido Judicial de Don Benito, dependiente de la Audiencia Provincial de Badajoz, es el partido judicial n.º 11 de la provincia de Badajoz y uno de los catorce partidos judiciales tradicionales de la provincia de Badajoz, en la comunidad autónoma  de Extremadura (España).
El ámbito territorial, que viene regulado por el Real Decreto 529/1983, de 9 de marzo, comprende los municipios:
- Cristina
- Don Benito
- Guareña
- Manchita
- Medellín
- Mengabril
- Rena
- Santa Amalia
- Valdetorres